# Akashi (Hyōgo)
Akashi (明石市 Akashi-shi?) es una ciudad localizada al sur de la prefectura de Hyōgo, Japón, al este del mar Interior en Kōbe. Fue una ciudad importante durante la era Tokugawa debido a la existencia del Castillo de Akashi. La ciudad actual fue fundada el 1 de noviembre de 1919.
Tiene un área de 49,22 km² y una población estimada de 291 178 personas (2014). Es hogar del akashiyaki, una clase de takoyaki de pulpo.